# Рандлит (Оклахома)
Рандлит (енгл. Randlett) град је у америчкој савезној држави Оклахома.

## Демографија
По попису из 2010. године број становника је 438, што је 73 (-14,3%) становника мање него 2000. године.
| Група             | 2000.       | 2010.       |
| Белци             | 478 (93,5%) | 385 (87,9%) |
| Афроамериканци    | 1 (0,2%)    | 5 (1,1%)    |
| Азијати           | 0 (0,0%)    | 0 (0,0%)    |
| Хиспаноамериканци | 24 (4,7%)   | 34 (7,8%)   |
| Укупно            | 511         | 438         |